# Aulis Blomstedt
Yrjö Aulis Uramo Blomstedt (Jyväskylä, 28 de julio de 1906 - Espoo, 21 de diciembre de 1979) fue un arquitecto finlandés.

## Carrera
Aulis Blomstedt obtuvo el bachillerato en 1924 y se graduó de la Universidad Politécnica de Helsinki en 1930. Trabajó para varias firmas de arquitectura antes de establecer la suya propia en 1945.
A partir de 1958, Aulis Blomstedt ejerció como profesor de arquitectura en la Universidad Politénica de Helsinki. Impartió cursos, en sitios como Washington, redactó artículos para revistas de arquitectura y efectuó varios viajes de estudio a Europa, Estados Unidos, Japón y la India.
Se considera que sus principales obras realizadas en los años 1950 y 1960 son edificios residenciales en Tapiola, los talleres de la Asociación de artistas finlandeses en Tapiola en 1955 y la ampliación en 1959 del Sindicato de Trabajadores de Helsinki (Helsingin Työväenopisto). 
Blomstedt también participó en varios concursos de arquitectos internacionales, incluyendo una propuesta para el Palacio imperial de Etiopía, para la sala de conciertos de Oslo y para el Centro Beaubourg en París. 
Desarrolló el sistema de medición Canon 60.

## Biografía
Aulis Blomstedt fue el hijo del arquitecto Yrjö Blomstedt. Aulis y su esposa Heidi, hija de Jean Sibelius. Sus hijos son/fueron los arquitectos Severi Blomstedt (1946–) y Petri Blomstedt (1941-1997), el director de cine Anssi Blomstedt (1945–) y el pintor Juhana Blomstedt (1937-2010). Los hermanos de Aulis son el arquitecto Pauli Blomstedt y el director de orquesta Jussi Jalas.

## Galería

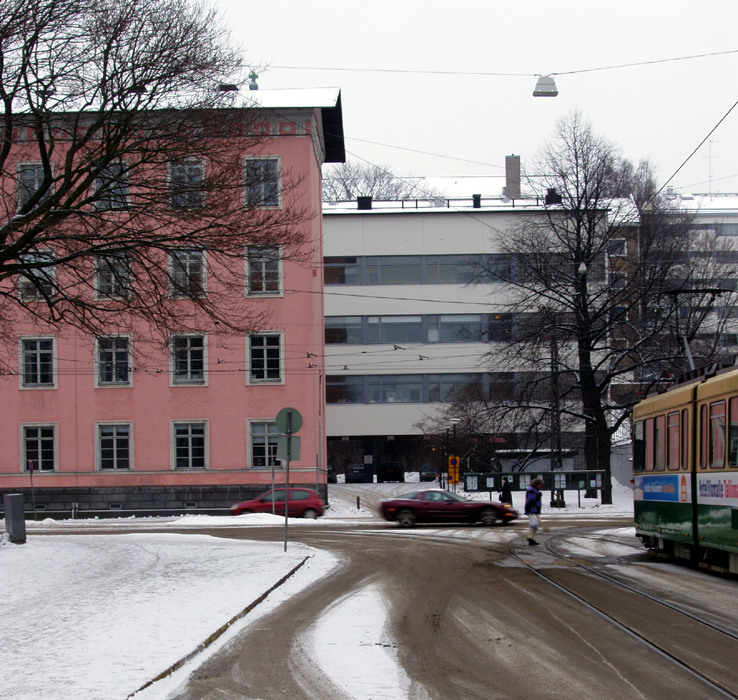
El centro para la enseñanza del finlandés en Helsinki.
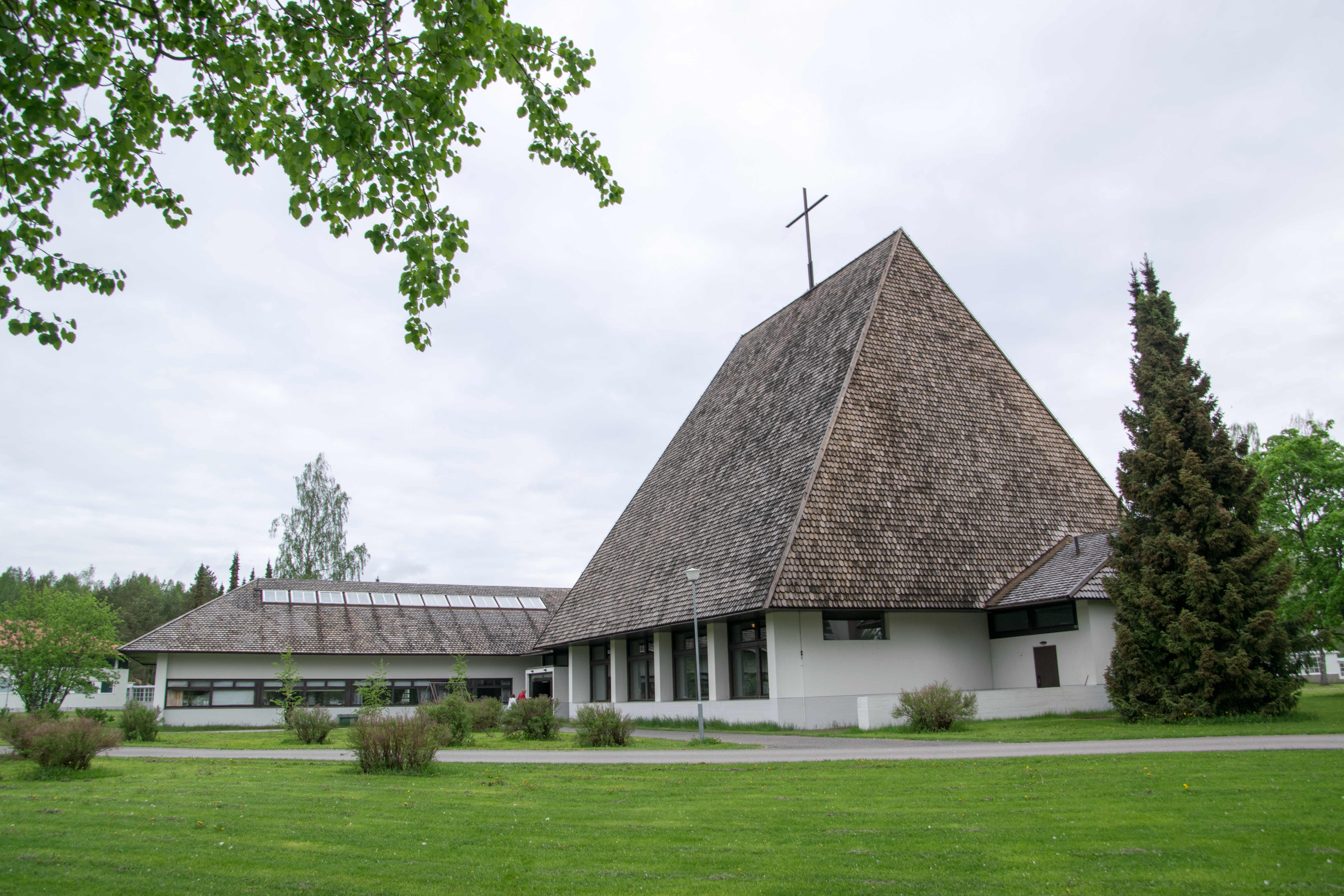
La iglesia de Vaalijala.